# Michael Clauß
Michael Clauß, auch Michael Clauss (* 1961 in Hannover) ist ein deutscher Diplomat, der seit August 2018 Ständiger Vertreter der Bundesrepublik Deutschland bei der Europäischen Union ist. Seit dem 28. April 2025 ist er designierter Abteilungsleiter 5 im Bundeskanzleramt.

## Leben
Michael Clauß ist der Sohn des Bundeswehr-Generals Dieter Clauß. Nach dem Studium trat er 1988 in den Auswärtigen Dienst ein. Er ist verheiratet und hat vier Kinder.

## Laufbahn
Nach dem Abschluss der Laufbahnprüfung für den höheren Dienst 1990 war er während des Zweiten Golfkrieges im Krisenstab des Auswärtigen Amtes eingesetzt. 1991 wechselte er als Politischer Referent an die Botschaft in Israel. Nach einer darauf folgenden Verwendung von 1994 bis 1997 als Personalreferent für den höheren Dienst im Auswärtigen Amt wurde er 1997 Botschaftsrat an der Ständigen Vertretung der Bundesrepublik Deutschland bei der EU in Brüssel. 1999 wurde er  Persönlicher Referent eines Staatssekretärs in der Zentrale des Auswärtigen Amtes in Berlin.
Im Anschluss fungierte Clauß zwischen 2001 und 2002 als Leiter des Büros der Staatssekretäre im Auswärtigen Amt und übernahm  2002 das Amt des Leiters des Sekretariats der Bundesregierung für den Europäischen Konvent. Danach war er von 2005 bis 2010 stellvertretender Leiter und ab 2010 Leiter der Europaabteilung des Auswärtigen Amtes und zugleich Beauftragter für die Deutsche EU-Ratspräsidentschaft 2007. 
Von 2013 bis 2018 war Michael Clauß außerordentlicher und bevollmächtigter Botschafter der Bundesrepublik Deutschland in der Volksrepublik China. Er wurde damit Nachfolger von Michael Schaefer, der zuvor in den Ruhestand getreten war. Im Sommer 2018 wechselte er als Nachfolger von Reinhard Silberberg an die Spitze der Ständigen Vertretung in Brüssel.